# ماكجوب

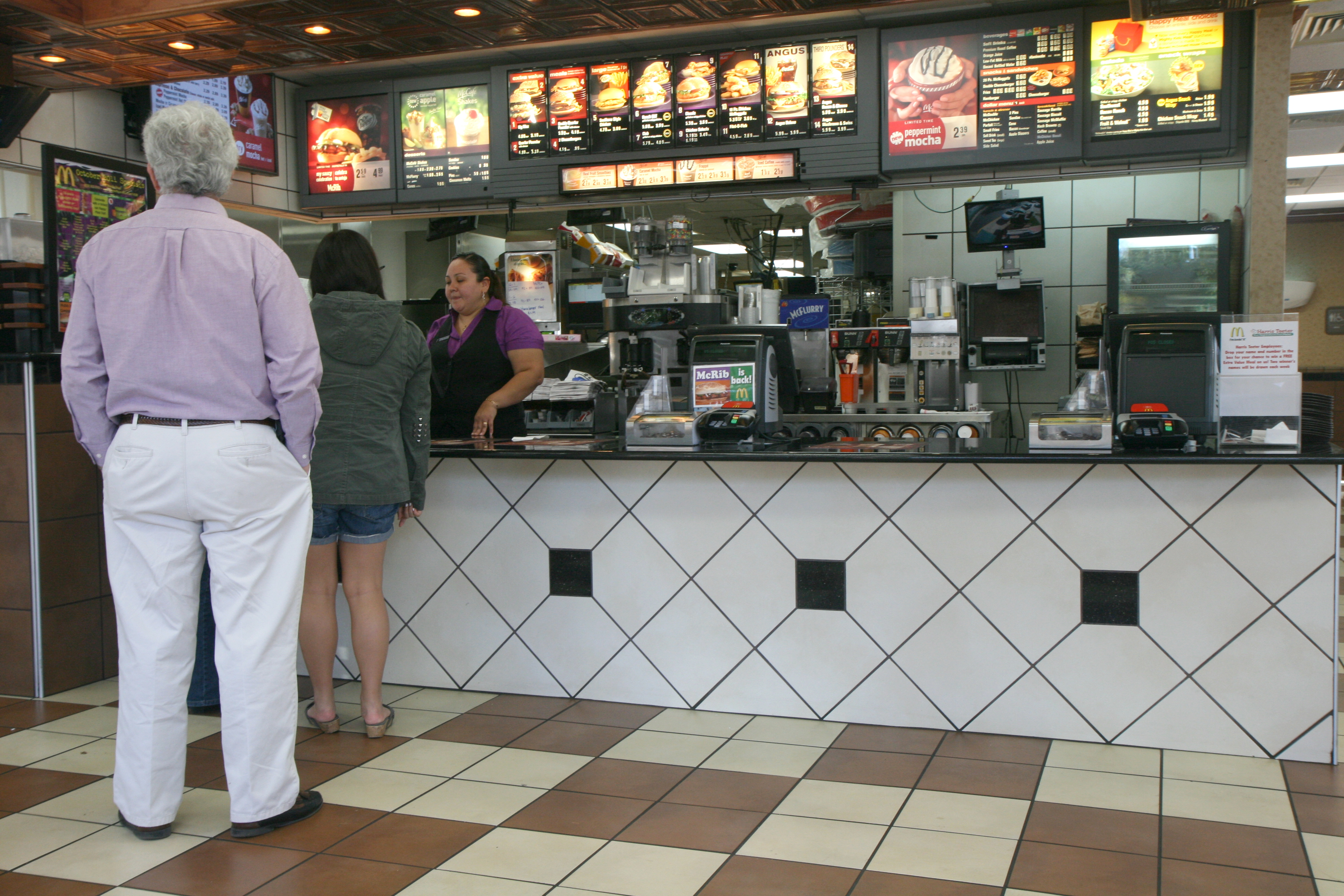
عاملة ماكدونالدز تقديم الوجبات مطعم ماكدزنالدز في رالي، كارولاينا الشمالية

ماكجوب (بالإنجليزية: McJob)‏ مصطلح عامي اجتماعي ارتبط استخدامه لوصف أي وظيفة غير محفزة متدنية الأجر ذات فوائد بسيطة أو لا توفر أي فوائد والتي توفر فرصة ضئيلة جدا للترقية والتي لا تتطلب مهارة عالية لشغلها وتفتقر إلى الأمن الوظيفي . معظم هذه الوظائف في شركات تقديم الخدمات، الوجبات السريعة ، المقاهي ، و البيع بالتجزئة , المصطلح يأتي من اسم مطعم الوجبات السريعة ماكدونالدز.

## التاريخ
استخدم المصطلح لأول مرة في الولايات المتحدة في 1980s، وقد صاغ هذا المصطلح من قبل عالم الاجتماع أميتاي إتزيوني ، وظهرت في صحيفة واشنطن بوست في 24 آب، 1986 في مقالة «ماكجوب سيئة لشباب». وأخذت الكلمة شعبيتها بعد استخدامها من قبل دوغلاس كوبلاند عام 1991 في كتاب الجيل العاشر، وبعد ذلك ظهرت لأول مرة في النسخة الإلكترونية من قاموس أوكسفورد الإنجليزي في مارس 2001 تحت ذلك التعريف ما دعي ورد حوله بين الأدارتين